# 梅爾頓山
梅爾頓山（英語：Mount Melton），是南極洲的山峰，位於羅斯島，處於滕特峰以西2.4公里，屬於凱爾山的一部分，海拔高度約2,000米，由美國南極名稱諮詢委員命名，現時由南極條約體系管理。